# Agni Stefanou
Agni Stefanou (griechisch Αγνή Στεφάνου; * 23. Mai 1989) ist eine ehemalige griechische Tennisspielerin.

## Karriere
Stefanou spielte ausschließlich auf dem ITF Women’s Circuit, auf dem ihr kein Titelgewinn gelingen wollte. Ihr erstes Profiturnier bestritt sie im März 2003 in Athen. Für die griechische Fed-Cup-Mannschaft ist sie 2012 und 2014 insgesamt fünfmal angetreten; sie konnte nur eine ihrer vier Doppelpartien gewinnen.
Seit Juni 2015 hat Stefanou auf der Damentour kein Match mehr bestritten, seit 2016 wird sie in den Weltranglisten nicht mehr geführt.